# Tổ hợp 4 tòa nhà chọc trời siêu cao ở Dubai
Tổ hợp 4 tòa nhà chọc trời siêu cao ở Dubai là một dự án xây dựng 4 tòa nhà chọc trời siêu cao uốn lượn ở khu The Lagoons. Tòa nhà thấp nhất có chiều cao 54 tầng, và cao nhất có chiều cao 94 tầng. Tổ hợp 4 tòa nhà này ốn lượn mang hình dáng một ngọn lửa. Được động thổ ngày 21 tháng 6 năm 2008, tổ hợp này dự kiến sẽ được hoàn thành và đưa vào sử dụng năm 2014. Chủ đầu tư công trình là công ty Sama Dubai, chủ thiết kế là công ty Thompson, Ventulett, Stainback & Associates.